# Pawłowka (rejon biełogorski)
Pawłowka (ros. Павловка) – wieś (ros. seło) w południowo-wschodniej Rosji, terytorialnie i administracyjnie należąca do rejonu biełogorskiego, w obwodzie amurskim. 
Według danych statystycznych z 2016 roku wieś Pawłowka zamieszkiwało 328 mieszkańców. 